# Airbus A340
De Airbus A340 is een viermotorig verkeersvliegtuig voor de lange afstand van de Europese vliegtuigfabrikant Airbus. De A340 kwam tegelijk met de tweemotorige Airbus A330 op de markt. De A340 is een widebody-vliegtuig met een stoelindeling van 2-4-2 stoelen in de breedte en 2 gangpaden.
Alle Airbussen A340's hebben een vliegbereik afhankelijk van de versies: 8000 t/m 16.000 km. De Airbus A340 wordt meestal door lijndienstmaatschappijen gebruikt op intercontinentale vluchten. Het is een directe concurrent van de Boeing 747.
Airbus heeft op 10 november 2011 aangekondigd dat het A340-programma wordt stopgezet wegens gebrek aan nieuwe bestellingen.

## Geschiedenis en techniek
De A340 vloog voor het eerst op 25 oktober 1991. Lufthansa en Air France waren in 1993 de eerste luchtvaartmaatschappijen die het toestel in dienst namen. De A330 en A340 zijn volledig met behulp van computer-aided design (CAD) ontworpen, wat voor verkeersvliegtuigen een primeur was. De technologie en het comfort van de A330 en A340 zijn vergelijkbaar. De cockpit met fly-by-wire-technologie lijkt sterk op die van eerdere Airbus-typen. De cockpit van de A340-600 verschilt van eerdere versies door de active-matrix liquid-crystal displays (AMLCD's), met een groter beeldoppervlak en een scherper beeld dan de CRT-beeldschermen in de A340-300.
De Airbus A340 werd in meerdere landen geproduceerd: British Aerospace in Engeland maakte de vleugels, Daimler Chrysler Airbus in Duitsland en Aérospatiale in Frankrijk maakten de rompdelen en het staartstuk kwam van CASA in Spanje. Alle onderdelen werden vervolgens naar Toulouse getransporteerd, waar ze werden geassembleerd in de fabriek Clément Ader (vernoemd naar de Franse luchtvaartpionier, te bezoeken na reservering). In Clément Ader werd tegelijkertijd ook de A330 in elkaar gezet, omdat beide machines bijna geheel identiek zijn. Zo waren er twee montagestanden waarop, afhankelijk van de vraag, een A330 of een A340 werd gebouwd. Na de ruwbouw ging het toestel naar een van de vier teststanden, waarbij alle elektrische en hydraulische systemen werden getest. Diverse kleinere leveranciers uit de Verenigde Staten, Nederland en andere landen waren ook betrokken bij de productie van onderdelen. Bij sommige maatschappijen, zoals bij Lufthansa, wordt een deel van het laadruim gebruikt voor extra toiletten.

## Versies

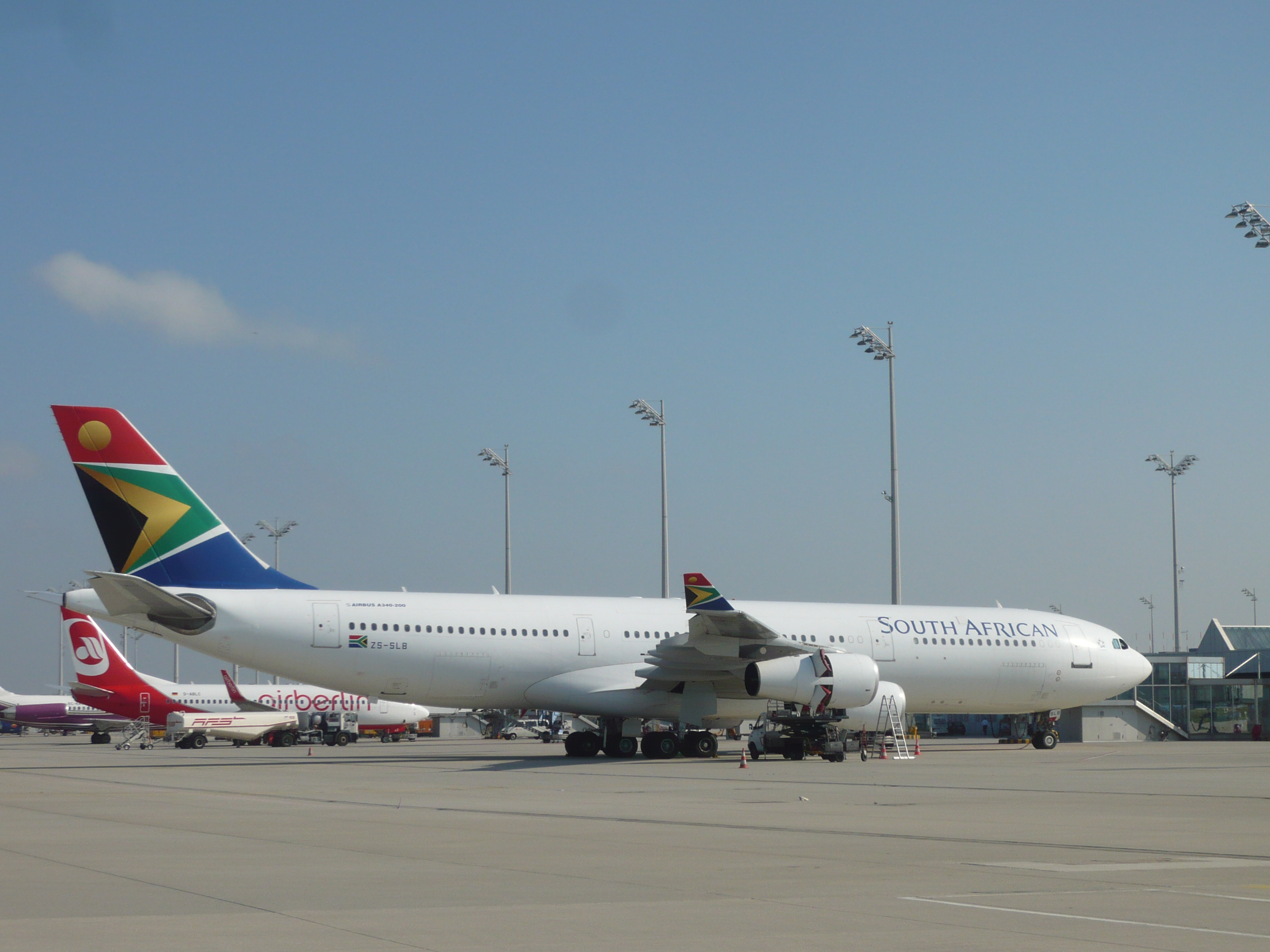
Airbus A340-200 van South African Airways

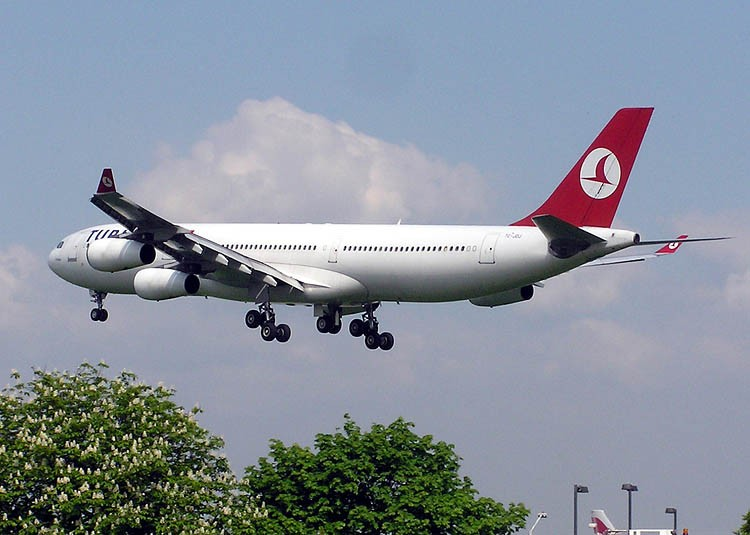
Airbus A340-300 van Turkish Airlines

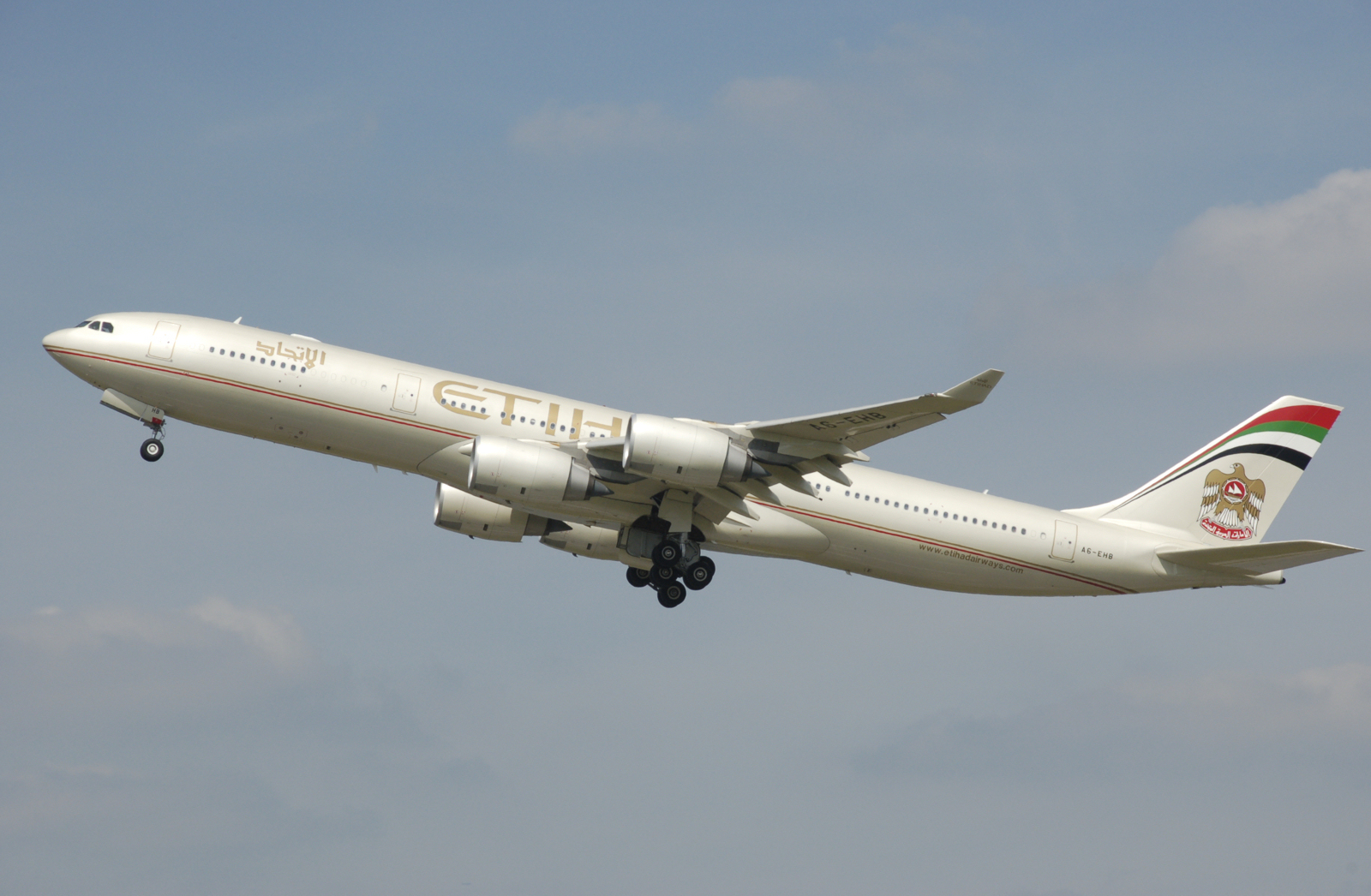
Airbus A340-500 van Etihad

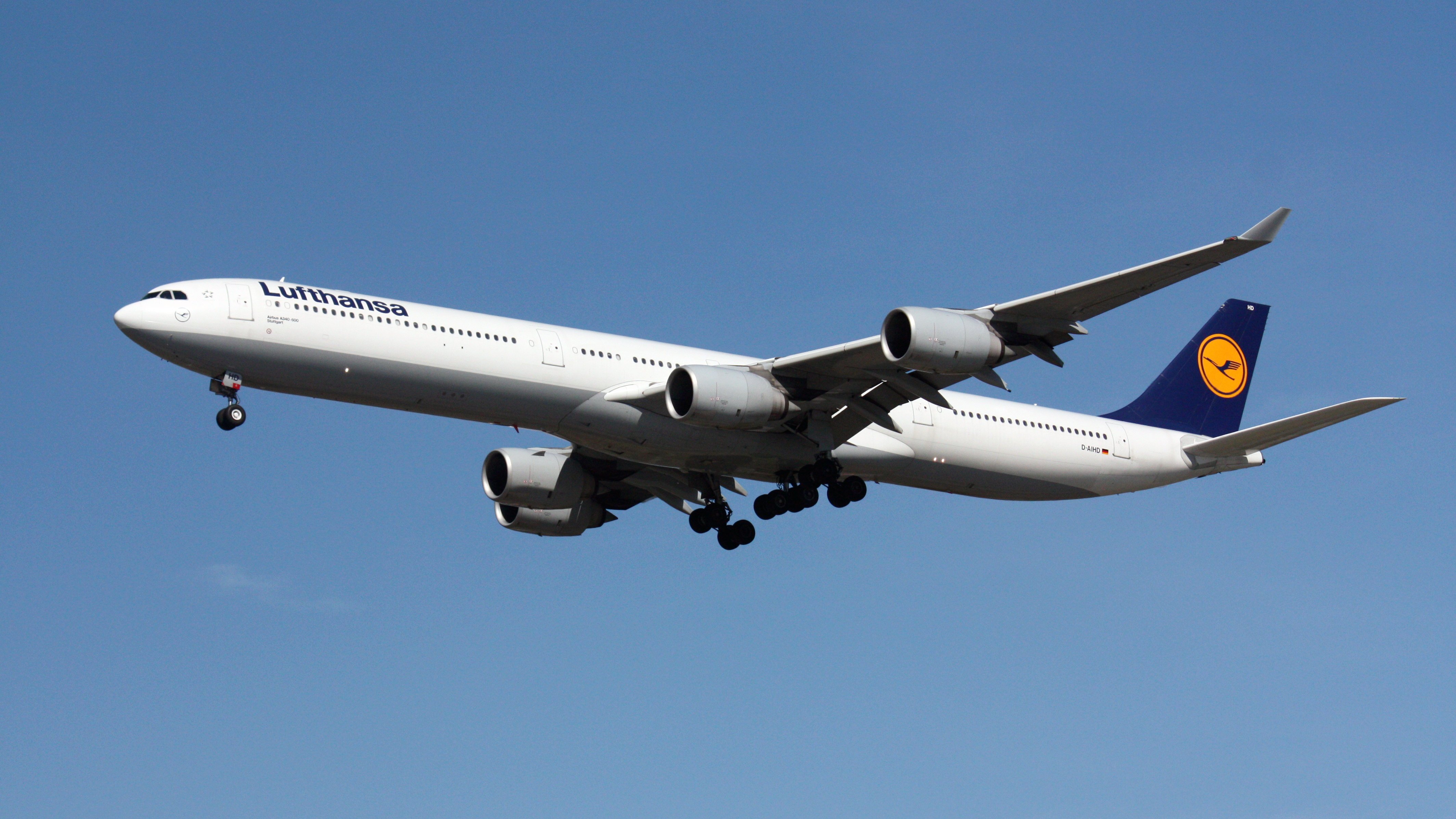
Airbus A340-600 van Lufthansa

De Airbus A340 kent 4 versies.

### 200- en 300-serie
Aanvankelijk waren er twee modellen van de A340, de A340-200 en de A340-300. De 200 is korter dan de 300 en heeft een geringer laadvermogen, maar een groter vliegbereik. De A340-200 kan, afhankelijk van de indeling, 265 tot 310 passagiers vervoeren. De Airbus A340-300 kan tussen de 280 en 320 passagiers meenemen.
In 1997 kwam Airbus met twee verlengde versies van de A340, de 500- en 600-serie met een groot laadvermogen voor de lange afstand. Deze kwamen vanaf 2002 in dienst bij luchtvaartmaatschappijen.

### 500-serie
De A340-500 was enige tijd het verkeersvliegtuig met het grootste vliegbereik, totdat Boeing de 777-200LR 'Worldliner' introduceerde. De A340-500 kan 313 passagiers in drie klassen zonder tussenlanding over 16.000 km vervoeren. Het toestel heeft een capaciteit van 295-350 passagiers.

### 600-serie
De A340-600 is een verlengde versie van de zeer succesvolle A340-300, en biedt een passagiers- en beladingscapaciteit vergelijkbaar met Boeing 747-varianten, terwijl hij een lager brandstofverbruik en een groter vliegbereik heeft. Het equivalent van de A340-600 is de Boeing 777-300ER. De 600-serie heeft onder de romp een extra landingsgestel met vier wielen om het hogere maximum startgewicht mogelijk te maken. De eerste vlucht van de A340-600 vond plaats op 23 april 2001. Virgin Atlantic Airways nam het vliegtuig als eerste in dienst in 2002. Cathay Pacific gebruikt de A340-600 voor non-stop-vluchten tussen Hongkong en New York. Er passen 320 tot 485 passagiers in de Airbus A340-600.

## Gebruikers

### Grootste gebruikers
Op 29 december 2011 waren volgende luchtvaartmaatschappijen de grootste gebruikers van de Airbus A340.
- Lufthansa: 50 toestellen
- Iberia: 36 toestellen
- South African Airways: 23 toestellen
- Virgin Atlantic: 23 toestellen
- Air Belgium: 3 toestellen

### België
Op het moment dat de nationale Belgische luchtvaartmaatschappij Sabena failliet ging had ze 4 Airbussen A340 in dienst.
Air Belgium startte vanaf 30 april 2018 met vluchten naar China en later naar Guadeloupe, Martinique en Mauritius, uitgevoerd met aanvankelijk 4 A340-300 toestellen.

### Suriname
De Surinaamse Luchtvaart Maatschappij had 1 A340-300 in gebruik voor hun lijndienst tussen Zanderij en Schiphol. Vanaf juli 2017 werd dit toestel ook ingezet voor de drukste vakantievluchten van TUI fly naar de Canarische Eilanden. Door vele technische problemen werd het toestel vervangen door een Boeing 777.
Anno 2023 vliegt SLM weer met een geleasde a340 dagelijks naar schiphol

## Incidenten en ongevallen

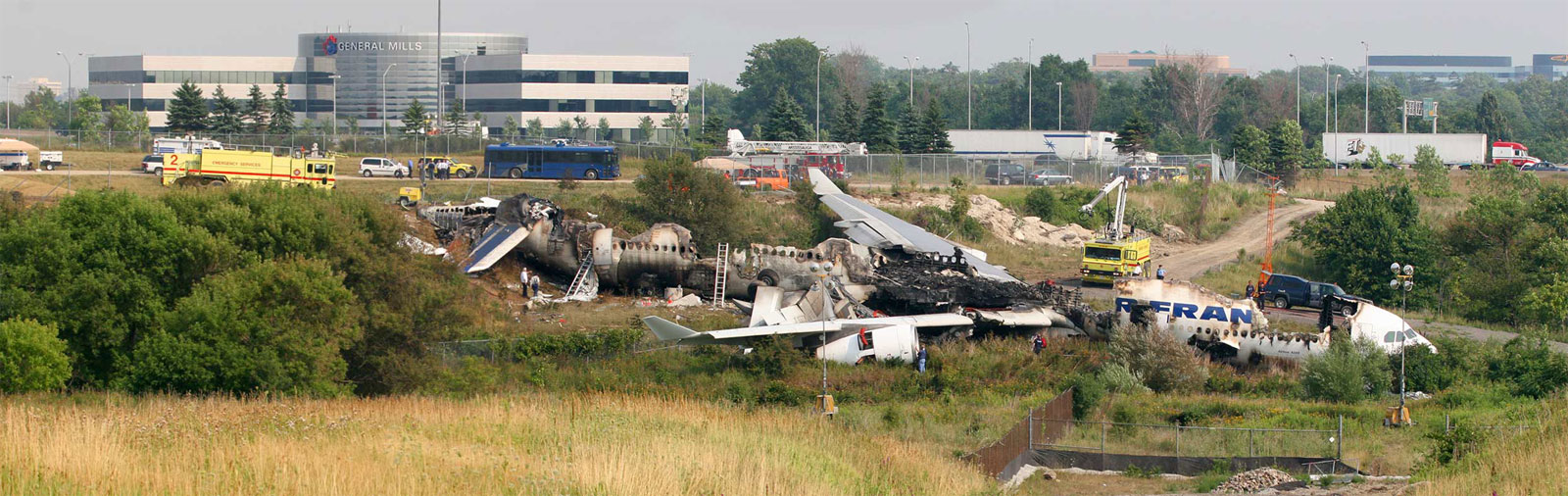
De restanten van Air France-vlucht 358

Per oktober 2023 waren er geen dodelijke ongelukken met de Airbus A340 gebeurd.
- Op 29 augustus 1998 brak tijdens de landing van Sabena-vlucht 542, een A340-211 met registratienummer OO-SCW, het rechtse landingsgestel af tijdens de landing op Brussels Airport. Het vliegtuig werd onmiddellijk geëvacueerd. Het toestel kon terug worden hersteld.
- Op 2 augustus 2005 gleed Air France-vlucht 358, een A340-300, op luchthaven Pearson in Toronto van de landingsbaan. Bij de evacuatie van het vliegtuig raakten enkele tientallen passagiers lichtgewond. Het vliegtuig brandde helemaal uit.
- Op 9 november 2007 gleed Iberia Airlines-vlucht 6463, een A340-600, van de landingsbaan en werd ernstig beschadigd op Antiguo Aeropuerto Internacional Mariscal Sucre in Ecuador. Het landingsgestel begaf het en twee motoren braken af. Alle 345 passagiers en 14 bemanningsleven werden geëvacueerd en er waren geen ernstig gewonden. Het toestel werd afgeschreven.
- Op 15 november 2007 raakt een nieuw af te leveren A340-600 voor de maatschappij Etihad bij motortesten op de Airbusfabrieken in Toulouse zeer ernstig beschadigd. Het vliegtuig verliet de opstelplaats en ramde een muur. Bij het ongeval raakten 5 van de 9 bemanningsleden gewond, waarvan 4 ernstig. Oorzaak van het ongeval is het niet gebruiken van wielblokken gecombineerd met het gebruik van vol vermogen op alle motoren.[2]

## Specificaties

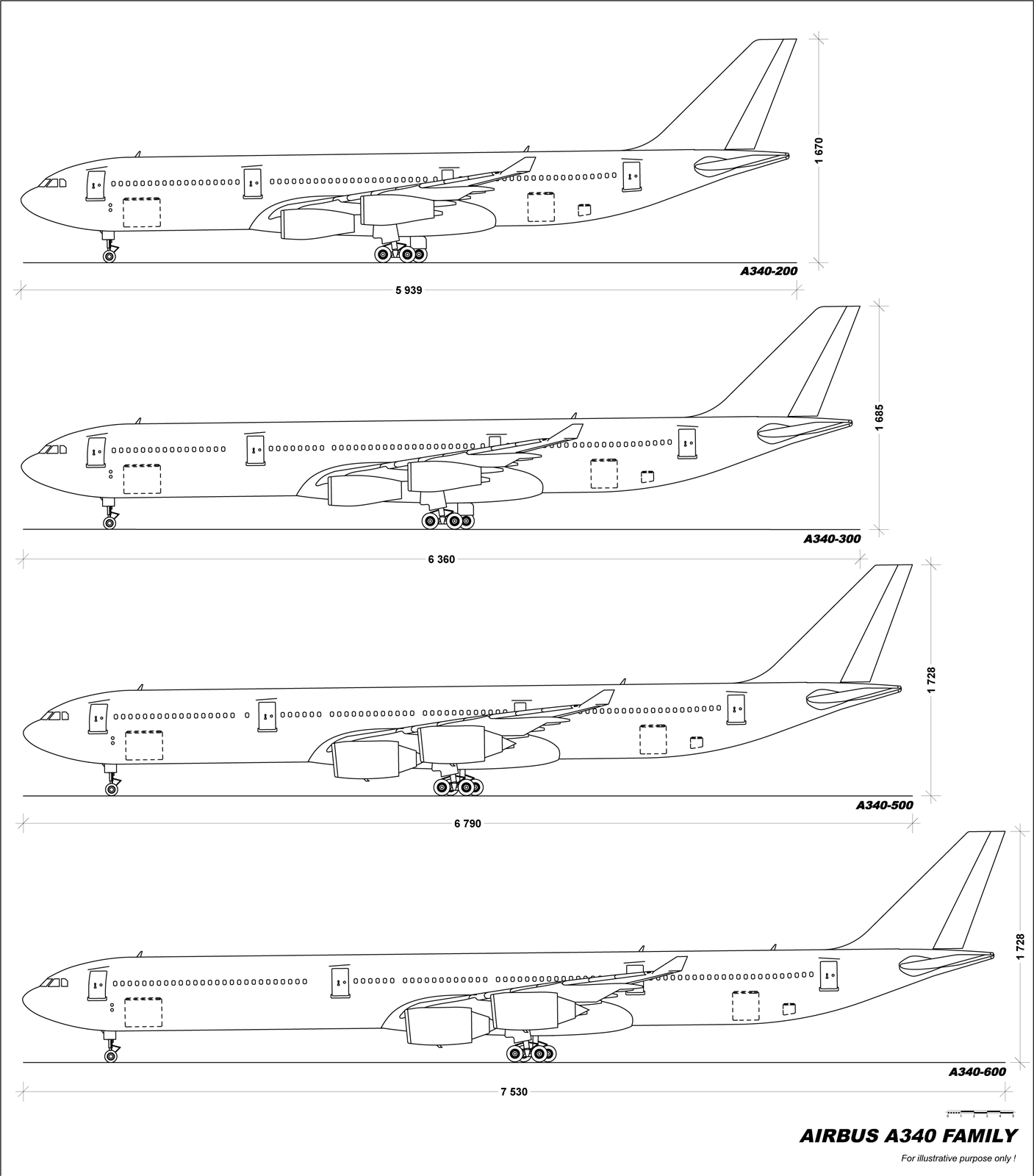
De leden van de Airbus A340-familie onderling vergeleken

|                                                    |                                                    | Airbus A340          |                      |                            |                            |
| A340-200                                           | A340-300                                           | A340-500             | A340-600             |                            |                            |
| Interieur                                          |                                                    |                      |                      |                            |                            |
| Interieurlengte                                    | Interieurlengte                                    | 46,06 m              | 50,35 m              | 53,56 m                    | 60,98 m                    |
| Interieurbreedte                                   | Interieurbreedte                                   | 5,28 m               | 5,28 m               | 5,28 m                     | 5,28 m                     |
| Aantal stoelen                                     |                                                    |                      |                      |                            |                            |
| Maximum                                            | 420                                                | 440                  | 375                  | 480                        |                            |
| 2 klassen                                          | 300                                                | 335                  | 359                  | 419                        |                            |
| 3 klassen                                          | 240                                                | 295                  | 313                  | 380                        |                            |
| Meest gebruikte stoelconfiguratie in economy class | Meest gebruikte stoelconfiguratie in economy class | 2-4-2                | 2-4-2                | 2-4-2                      | 2-4-2                      |
|                                                    |                                                    | Afmetingen           |                      |                            |                            |
| Lengte                                             | Lengte                                             | 59,39 m              | 63,60 m              | 67,90 m                    | 75,30 m                    |
| Rompbreedte                                        | Rompbreedte                                        | 5,64 m               | 5,64 m               | 5,64 m                     | 5,64 m                     |
| Hoogte                                             | Hoogte                                             | 16,70 m              | 16,85 m              | 17,10 m                    | 17,30 m                    |
| Spanwijdte                                         | Spanwijdte                                         | 60,30 m              | 60,30 m              | 63,45 m                    | 63,45 m                    |
| Vleugeloppervlakte                                 | Vleugeloppervlakte                                 | 361,6 m2             | 361,6 m2             | 439,4 m2                   | 439,4 m2                   |
| Vleugelhoek                                        | Vleugelhoek                                        | 30°                  | 30°                  | 31,1°                      | 31,1°                      |
| Wielbasis                                          | Wielbasis                                          | 23,24 m              | 25,60 m              | 27,59 m                    | 32,89 m                    |
|                                                    |                                                    | Gewicht              |                      |                            |                            |
| Operationeel leeggewicht                           | Operationeel leeggewicht                           | 129.000 kg           | 130.200 kg           | 170.900 kg HGW: 174.800 kg | 177.800 kg HGW: 181.900 kg |
| Maximale nuttige lading                            | Maximale nuttige lading                            | nb                   | 43.500 kg            | 43.300 kg                  | 55.600 kg                  |
| Maximaal startgewicht                              | Maximaal startgewicht                              | 275.000 kg           | 276.500 kg           | 372.000 kg HGW: 380.000 kg | 368.000 kg HGW: 380.000 kg |
| Maximaal gewicht bij landing                       | Maximaal gewicht bij landing                       | nb                   | 275.000 kg           | 372.000 kg                 | 259.000 kg                 |
|                                                    |                                                    | Motoren (x4)         |                      |                            |                            |
| Producent, type en stuwkracht                      |                                                    |                      |                      |                            |                            |
| CFM International                                  | CFM56-5C 151 kN                                    | CFM56-5C 151 kN      |                      |                            |                            |
| Rolls-Royce                                        |                                                    |                      | Trent 500 235-249 kN | Trent 500 235-249 kN       |                            |
|                                                    |                                                    | Snelheid             |                      |                            |                            |
| Kruissnelheid                                      | Kruissnelheid                                      | Mach 0.82 (871 km/u) | Mach 0.82 (871 km/u) | Mach 0.83 (881 km/u)       | Mach 0.83 (881 km/u)       |
| Maximale snelheid                                  | Maximale snelheid                                  | Mach 0.86 (913 km/u) | Mach 0.86 (913 km/u) | Mach 0.86 (913 km/u)       | Mach 0.86 (913 km/u)       |
|                                                    |                                                    | Vlieghoogte          |                      |                            |                            |
| Kruishoogte                                        | Kruishoogte                                        | 11.000 m             | 11.000 m             | 11.000 m                   | 11.000 m                   |
| Maximale vlieghoogte                               | Maximale vlieghoogte                               | 12.527 m             | 12.527 m             | 12.527 m                   | 12.527 m                   |
|                                                    |                                                    | Overige              |                      |                            |                            |
| Vrachtcapaciteit                                   | Vrachtcapaciteit                                   | 152,3 m3             | 152,3 m3             | 152,3 m3                   | 152,3 m3                   |
| Vliegbereik bij volledige belading                 | Vliegbereik bij volledige belading                 | 15.000 km            | 13.700 km            | 16.060 km HGW: 17.000 km   | 14.350 km HGW: 14.600 km   |
| Benodigde startbaanlengte bij volledige belading   | Benodigde startbaanlengte bij volledige belading   | 2.990 m              | 3.000 m              | 3.050 m                    | 3.100 m                    |
| Maximale hoeveelheid brandstof                     | Maximale hoeveelheid brandstof                     | 155.040 l            | 147.850 l            | 214.810 l HGW: 222.000 l   | 195.880 l HGW: 204.500 l   |